# لازنی کینژوارت
لازنی کینژوارت (به چکی: Lázně Kynžvart) یک منطقهٔ مسکونی در جمهوری چک است که در ناحیه خب واقع شده‌است. لازنی کینژوارت ۱٬۶۴۲ نفر جمعیت دارد.